# NEWSモーニングJAM
『NEWSモーニングJAM』（ニュースモーニングジャム）は、1995年10月2日から1996年9月27日までテレビ東京系列で放送されていた朝のニュース・情報バラエティ番組。放送は毎週月曜 - 金曜 6:30 - 7:25 (JST) の生放送。祝日には放送休止となり、代わりに『TXNニュース』（7:15 - 7:25）が放送された。

## 概要
タイトルに "NEWS" とあるが、実際には制作局バラエティ班主導の制作体制（プロデューサーには、後に『ASAYAN』を担当する佐藤哲也や、『たけしの誰でもピカソ』などを手がけた伊藤成人が名を連ねた）で、報道局制作のニュースは番組のオープニング直後とエンディング前にそれぞれ3分挿入される程度だった。内容的には若者向けのトレンド情報やトークなど、かつての『おはようスタジオ』を現代的に再構築したような構成だった。その日のスポーツ紙に掲載されている芸能ネタを取り上げ、読み上げるコーナーもあった。
中でも「ウフフの金曜日」と、東京都内（主に下町）の中で面白いスポットを訪ねながら額縁に収まる画になる風景を探す「東京タウンアート」が人気企画だった早朝番組風ではない特殊な画面構成の「ゲゲゲの月曜日」はフジテレビ系『北野ファンクラブ』のつきざわけんじが構成演出していた。
メインMCの池谷亨と演出つきざわけんじは当番組終了後1996年10月から土曜夕方18時30分での番組『IT'sアクセス』に携わることとなる。
なお、当時のこの時間帯のスポンサーには『ビジネスマンNEWS』時代より東京工業品取引所があったのだが、番組スタイルに合わないためか開始1か月で降板し、スポンサードを夕方の『TXNニュース THIS EVENING』に移動した。以降、2009年3月まで（『NEWS FINE』）夕方のニュース番組のスポンサーとして定着していた。

## 出演者
- 池谷亨（メインMC・月曜のみ「トオル」表記）
- 西野妙子
- 岩崎由実（放送終了後川原みなみに改名）
- 羽田恵理香
- 坂木優子
- 三井ゆり（金曜担当）
- 矢部美穂（金曜担当・フィットネスにも出演）
- RIKAKO（月曜担当・最終回の金曜日にサプライズ出演）
- 原久美子（フィットネス担当）
- 原千晶
- 林家ペー（金曜担当）
- 斉藤一也（アトランタオリンピック期間中の現地から伝えるアナウンサー）

ほか

## テーマ曲

### オープニングテーマ
- CRYSTAL GAME （LAZY KNACK）

### エンディングテーマ
- My Babe 君が眠るまで（シャ乱Q、1995年10月2日 - 1996年3月29日）
- 君はハイテンション（BLUE BOY、1996年4月1日 - 9月26日）
- いいわけ（シャ乱Q、1996年9月27日 最終回のみ）

## 主なスタッフ
- 構成：つきざわけんじ（MEN'S）／安延拓美、内田英一、石井隆之 ほか【曜日替わり】
- スタジオ技術：ACT（現 テクノマックス）、照明技術
- ロケ技術：中戸川育生（ブルーワールド）、山元浩樹（GOOD CREW）【曜日替わり】
- 美術：田辺尚志、宇野純一（テレビ東京美術センター）
- ＣＧ：金森美樹
- オープニングＣＧ：タナカカツキ
- スタイリスト：渕上優樹
- ＴＫ：竹内朋子、川崎忍、池元浩美 ほか【日替わり】
- 音響効果：田村哲大、和気誠司 ほか（音響企画）
- ＶＴＲ編集：井戸清（ヴィジュアルベイ  月曜と金曜担当）、タワーテレビビデオセンター【曜日替わり】
- 制作協力：MEN'S（月・金曜）、フリーピット（火曜）ほか【曜日替わり】
- 演出ディレクター：つきざわけんじ、森本正直（MEN'S）／栗原弘明（CHEESE）、武藤彰（ヴィジュアルベイ）ほか【曜日替わり】
- プロデューサー：佐藤哲也【月〜金曜】、石井裕二【月〜金曜】、伊藤成人【月〜金曜】、岡 仁、新村正夫
- 製作著作：テレビ東京

## この時期の他局の早朝番組
- NHK『NHKニュースおはよう日本』6:00 - 8:15（番組自体は放送時間が5:00 - 8:00に起伏拡大して現在も放送継続中）
- 日本テレビ『ジパングあさ6』5:59 - 7:00／『ズームイン!!朝!』7:00 - 8:30
- TBS『オンタイム』5:30 - 6:50／『フレッシュ!』6:50 - 8:30
- フジテレビ『めざましテレビ』5:55 - 8:00（番組自体は放送時間が4:55 - 8:14、一部地域では5:25または7:55 - 8:14で現在も放送継続中）
- テレビ朝日『ANNニュースフレッシュ』6:30 - 6:45／『新やじうまワイド』6:45 - 8:00

| テレビ東京およびTXN系列 平日朝のTXNニュース | テレビ東京およびTXN系列 平日朝のTXNニュース | テレビ東京およびTXN系列 平日朝のTXNニュース |
| 前番組                                      | 番組名                                      | 次番組                                      |
| ------------------------------------------- | ------------------------------------------- | ------------------------------------------- |
| NEWSもぎたて朝一番                          | NEWSモーニングJAM                           | NEWSヘッドライン                            |